# Giovanni Guglielmo di Sassonia-Weimar
Giovanni Guglielmo di Sassonia-Weimar (Torgau, 11 marzo 1530 – Weimar, 2 marzo 1573) fu duca di Sassonia-Weimar.
Egli era il secondo figlio dell'Elettore Giovanni Federico I di Sassonia (1503-1554) e di Sibilla di Jülich-Kleve-Berg (1512-1554).

## Biografia
Nell'anno della sua nascita il padre reggeva la Sassonia con il titolo di Elettore, ma lo perse nel 1547 dopo essere stato sconfitto e catturato dall'Imperatore, dal momento che aveva sostenuto la chiesa protestante. Giovanni Federico venne rilasciato e costretto a mantenere soltanto il titolo di Duca di Sassonia nell'area successivamente ridotta alla sola Turingia. Nel 1554, alla morte del padre, Giovanni Guglielmo ereditò il Ducato di Sassonia con i fratelli Giovanni Federico II e Giovanni Federico III.
I tre fratelli si divisero il ducato: Giovanni Federico II ottenne Eisenach e Coburgo, Giovanni Guglielmo ricevette Weimar e Giovanni Federico III ereditò Gotha. Nel 1565, quando Giovanni Federico III morì senza eredi, i due fratelli si divisero nuovamente i propri possedimenti, integrati con quelli del fratello. Il fratello maggiore mantenne le sue terre originarie ed ottenne Gotha e Giovanni Guglielmo Weimar. Il trattato comprendeva inoltre la clausola che i due fratelli avrebbero potuto scambiarsi le terre entro tre anni. Lo scambio non ebbe lunga durata.
La politica di Giovanni Federico II, mirata al recupero delle terre ed al titolo di Elettore perso dal padre nel 1547 (egli ottenne l'Elettorato dal 1554-1556), che lo aveva portato a tessere numerosi intrighi, lo rese inviso all'Imperatore Massimiliano II. L'Imperatore, infine, gli impose il Reichsacht (Bando Imperiale), quando divenne Elettore di Sassonia, assegnando la Reichsexekution, alla quale Giovanni Guglielmo prese parte. Dopo l'assedio al Castello di Gotha, Giovanni Federico venne definitivamente sconfitto nel 1566 e venne tenuto prigioniero dagli imperiali per il resto della sua vita. I suoi possedimenti vennero requisiti dall'Imperatore che li assegnò a Giovanni Guglielmo, che divenne l'unico reggente dell'intero Ducato di Sassonia.
Ma anche Giovanni Guglielmo cadde presto in disgrazia allorché entrò al servizio del Re Carlo IX di Francia come Generale, nella sua campagna contro gli Ugonotti. Questo era stato fatto non solo per il fatto che la famiglia Wettin di Sassonia proteggeva tradizionalmente il protestantesimo, ma anche perché la casata reale francese era la secolare nemica degli Asburgo.
L'Imperatore si servì dunque dei due figli sopravvissuti di Giovanni Federico II per incitarli contro Giovanni Guglielmo; nel 1572 la Divisione di Erfurt venne compiuta. Il Ducato di Sassonia venne diviso in tre parti. Il maggiore dei due figli di Giovanni Federico II, Giovanni Casimiro, ricevette Coburgo, e il più giovane, Giovanni Ernesto, ricevette Eisenach. Giovanni Guglielmo otterne solo una piccola parte dei domìni, limitata alla regione di Weimar, ma poté annettere anche i distretti di Altenburg, Gotha e Meiningen.

## Matrimonio e figli
Ad Heidelberg, il 15 giugno 1560, Giovanni Guglielmo sposò Dorotea Susanna di Wittelsbach-Simmern (1544 – 1592), figlia dell'Elettore Federico III del Palatinato, dalla quale ebbe quattro figli:
- Federico Guglielmo (25 aprile 1562 –7 luglio 1602), duca di Sassonia-Altenburg;
- Sibilla Maria (7 novembre 1563 – 20 febbraio 1569);
- Giovanni (22 maggio 1570 – 31 ottobre 1605), duca di Sassonia-Weimar;
- Maria (7 novembre 1571 – 7 marzo 1610), Badessa di Quedlinburg.

## Ascendenza
|                                       |                      |                                   | Genitori                          |  |  | Nonni |  |  | Bisnonni            |  |  | Trisnonni               |  |
|                                       |                      |                                   |                                   |  |  |       |  |  | Ernesto di Sassonia |  |  | Federico II di Sassonia |  |
|                                       |                      |                                   |                                   |  |  |       |  |  | Ernesto di Sassonia |  |  | Federico II di Sassonia |  |
|                                       |                      | Margherita d'Austria              |                                   |  |  |       |  |  | Ernesto di Sassonia |  |  |                         |  |
| Giovanni di Sassonia                  |                      |                                   |                                   |  |  |       |  |  | Ernesto di Sassonia |  |  |                         |  |
|                                       |                      | Elisabetta di Baviera             | Alberto III di Baviera            |  |  |       |  |  |                     |  |  |                         |  |
|                                       |                      | Elisabetta di Baviera             | Alberto III di Baviera            |  |  |       |  |  |                     |  |  |                         |  |
|                                       |                      | Elisabetta di Baviera             | Anna di Braunschweig-Grubenhagen  |  |  |       |  |  |                     |  |  |                         |  |
| Giovanni Federico I di Sassonia       |                      | Elisabetta di Baviera             |                                   |  |  |       |  |  |                     |  |  |                         |  |
|                                       |                      | Magnus II di Meclemburgo-Schwerin | Enrico IV di Meclemburgo-Schwerin |  |  |       |  |  |                     |  |  |                         |  |
|                                       |                      | Magnus II di Meclemburgo-Schwerin | Enrico IV di Meclemburgo-Schwerin |  |  |       |  |  |                     |  |  |                         |  |
|                                       |                      | Magnus II di Meclemburgo-Schwerin | Dorotea di Brandeburgo            |  |  |       |  |  |                     |  |  |                         |  |
| Sofia di Mecleburgo-Schwerin          |                      | Magnus II di Meclemburgo-Schwerin |                                   |  |  |       |  |  |                     |  |  |                         |  |
|                                       |                      | Sofia di Pomerania-Wolgast        | Eric II di Pomerania-Wolgast      |  |  |       |  |  |                     |  |  |                         |  |
|                                       |                      | Sofia di Pomerania-Wolgast        | Eric II di Pomerania-Wolgast      |  |  |       |  |  |                     |  |  |                         |  |
|                                       |                      | Sofia di Pomerania-Wolgast        | Sofia di Pomerania-Stolp          |  |  |       |  |  |                     |  |  |                         |  |
| Giovanni Guglielmo di Sassonia-Weimar |                      | Sofia di Pomerania-Wolgast        |                                   |  |  |       |  |  |                     |  |  |                         |  |
|                                       | Giovanni II di Kleve | Giovanni I di Kleve               |                                   |  |  |       |  |  |                     |  |  |                         |  |
|                                       | Giovanni II di Kleve | Giovanni I di Kleve               |                                   |  |  |       |  |  |                     |  |  |                         |  |
|                                       | Giovanni II di Kleve | Elisabetta di Nevers              |                                   |  |  |       |  |  |                     |  |  |                         |  |
| Giovanni III di Kleve                 | Giovanni II di Kleve |                                   |                                   |  |  |       |  |  |                     |  |  |                         |  |
|                                       |                      | Matilde d'Assia                   | Enrico III dell'Alta Assia        |  |  |       |  |  |                     |  |  |                         |  |
|                                       |                      | Matilde d'Assia                   | Enrico III dell'Alta Assia        |  |  |       |  |  |                     |  |  |                         |  |
|                                       |                      | Matilde d'Assia                   | Anna di Katzenelnbogen            |  |  |       |  |  |                     |  |  |                         |  |
| Sibilla di Jülich-Kleve-Berg          |                      | Matilde d'Assia                   |                                   |  |  |       |  |  |                     |  |  |                         |  |
|                                       |                      | Guglielmo IV di Jülich-Berg       | Gerardo VII di Jülich-Berg        |  |  |       |  |  |                     |  |  |                         |  |
|                                       |                      | Guglielmo IV di Jülich-Berg       | Gerardo VII di Jülich-Berg        |  |  |       |  |  |                     |  |  |                         |  |
|                                       |                      | Guglielmo IV di Jülich-Berg       | Sofia di Sassonia-Lauenburg       |  |  |       |  |  |                     |  |  |                         |  |
| Maria di Jülich-Berg                  |                      | Guglielmo IV di Jülich-Berg       |                                   |  |  |       |  |  |                     |  |  |                         |  |
|                                       |                      | Sibilla di Hohenzollern           | Alberto III di Brandeburgo        |  |  |       |  |  |                     |  |  |                         |  |
|                                       |                      | Sibilla di Hohenzollern           | Alberto III di Brandeburgo        |  |  |       |  |  |                     |  |  |                         |  |
|                                       |                      | Sibilla di Hohenzollern           | Anna di Sassonia                  |  |  |       |  |  |                     |  |  |                         |  |
|                                       |                      | Sibilla di Hohenzollern           |                                   |  |  |       |  |  |                     |  |  |                         |  |